# Edsger Dijkstra
Edsger Wybe Dijkstra (født 11. maj 1930, død 6. august 2002) var en hollandsk fysiker, som var med til at grundlægge datalogi som videnskab.
Edsger Wybe Dijkstra blev født i Rotterdam. Hans far var kemiker og moderen var matematiker. Som 12-årig blev Edsger optaget på Gymnasium Erasminium, en skole for særligt dygtige elever. Han modtog undervisning i mange fag såsom biologi, kemi og matematik samt flere sprog.
I 1945 begyndte Edsger Dijkstra på Leiden Universitet, hvor han studerede teoretisk fysik. I sommeren 1951 tog han sommerskole og lærte om programmering. Han begyndte at arbejde på deltid for Det matematiske Center i Amsterdam i marts 1952, hvilket gjorde ham endnu mere interesseret i programmering. Edsger tog sin grad i fysik så hurtigt som muligt og koncentrerede sig herefter om programmeringen.
Edsger Dijkstra løb ind i det problem, at da han i 1957 skulle giftes, måtte han modstræbende bruge 'teoretisk fysiker' som stillingsbetegnelse, da programmering ikke blev betragtet som et fag.
I 1973 fik Edsger Dijkstra en forskerstilling hos Burroughs Corporation i USA. Han fik Turingprisen i 1972. Han flyttede til Austin i Texas i 1984. Samme år fik han en stilling på universitetet i Austin i datalogiafdelingen. Den stilling beholdt han, indtil han trak sig tilbage i 2000.

## Videnskabelige resultater
I 1956 fandt Edsger Dijkstra på en algoritme til at finde de korteste veje fra et udgangspunkt til alle andre knudepunkter i en retningsbestemt graf. Algoritmen er kendt som Dijkstras algoritme. I 1960'erne begyndte han at bruge ideen om gensidig udelukkelse i kommunikationen mellem en computer og dens tastatur. Denne teknik er blevet brugt i stort set alle CPU'er og ram-moduler, siden IBM begyndte at bruge det i 1964.
Senere formulerede og løste han problemet med De spisende filosoffer, der viser, hvad der sker, når mange computerprogrammer skal dele de samme få ressourcer.
Han var med til at designe programmeringssproget ALGOL, der er et af de første højniveauprogrammeringssprog.
Edsger Dijkstras mest kendte udtalelse er titlen på artiklen "GO TO considered Harmful". GO TO (gå til) betragtes som skadeligt. Overskriften var noget udgiveren fandt på. Pointen er dog den samme. Programmer, der bruger "gå til sted-i-programmet" er svære at gennemskue, og derfor er der større risiko for fejl i dem.
Gennem hele sin karriere som forsker udsendte Dijkstra nummererede notater om sine ideer og resultater. Disse er siden blevet kendt som EWD-dokumenter eller blot EWD'er. Notaterne blev distribueret som fotokopier og kopier af kopier som en slags videnskabelige kædebreve.

## Kendte citater
- "En test kan påvise tilstedeværelsen af fejl i et program; aldrig deres fravær."
- "At spørge om computere kan tænke er som at spørge om ubåde kan svømme."
- "Datalogi handler ikke mere om computere end astronomi handler om teleskoper."